# Tom Koornwinder
 (février 2023).
Si vous disposez d'ouvrages ou d'articles de référence ou si vous connaissez des sites web de qualité traitant du thème abordé ici, merci de compléter l'article en donnant les références utiles à sa vérifiabilité et en les liant à la section « Notes et références ».
Tom H. Koornwinder (Rotterdam, 19 septembre 1943) est un mathématicien néerlandais.

## Biographie
Il est professeur à l'Institut de mathématiques Korteweg-de Vries.
Il introduit les polynômes de Koornwinder.